# John Tucker (Eishockeyspieler)
John G. Tucker (* 29. September 1964 in Windsor, Ontario) ist ein ehemaliger kanadischer Eishockeyspieler und -trainer, der im Verlauf seiner aktiven Karriere zwischen 1981 und 2000 unter anderem 687 Spiele für die Buffalo Sabres, Washington Capitals, New York Islanders und Tampa Bay Lightning in der National Hockey League (NHL) auf der Position des Centers bestritten hat. Seine größten Erfolge feierte Tucker jedoch zum Ende seiner Karriere in der Japan Ice Hockey League (JIHL), wo er in den Jahren 1998 und 1999 in Diensten des Kokudo Ice Hockey Club zweimal Japanischer Meister und zudem als einmal wertvollster Spieler der Liga ausgezeichnet wurde.

## Karriere
Tucker verbrachte zwischen 1981 und 1984 eine überaus erfolgreiche Juniorenzeit in der Ontario Hockey League (OHL) bei den Kitchener Rangers. Bereits in seiner Rookiesaison erreichte er mit den Rangers den Gewinn des Doubles bestehend aus dem J. Ross Robertson Cup der OHL und dem Memorial Cup des Dachverbands Canadian Hockey League (CHL). Nachdem der Stürmer bereits in seinem ersten Jahr 48 Scorerpunkte gesammelt hatte, steigerte er sich in seiner zweiten OHL-Saison auf 140 Punkte, in deren Folge er im NHL Entry Draft 1983 bereits in der zweiten Runde an 31. Stelle von den Buffalo Sabres aus der National Hockey League (NHL) ausgewählt wurde. Tucker verblieb aber noch ein weiteres Jahr bei den Junioren, das er mit dem Gewinn der Red Tilson Trophy als wertvollster Spieler der Liga und der Wahl in First All-Star Team abschloss. In diesem Jahr hatte er in lediglich 39 Einsätzen 100 Punkte gesammelt. Schlussendlich nahm er ein zweites Mal mit den Rangers am Memorial Cup teil.
Zur Spielzeit 1984/85 wechselte der 20-Jährige in die Organisation der Sabres, der er die folgenden sechs Jahre angehörte. Bereits in seinem ersten Jahr in der Liga hatte der Angreifer mit diversen Verletzungen zu kämpfen und absolvierte lediglich 21 Spiele. Die Verletzungsmisere setzte sich auch in den folgenden Jahren fort, sodass er in lediglich einer der sechs Spielzeiten mehr als 70 Spiele absolvierte. Mit 65 Scorerpunkten war dies zugleich seine beste NHL-Saison. Nachdem er in der Saison 1989/90 bis Anfang Januar lediglich acht Spiele für die Sabres absolviert hatte, wurde Tucker im Tausch für zukünftige Gegenleistungen an die Washington Capitals abgegeben. Für den Hauptstadtklub lief der Kanadier bis zum Saisonende in 50 Spielen inklusive der Playoffs auf, ehe die Caps den Spieler zurück nach Buffalo verkauften, die Gegenleistungen damit nichtig machten und es somit de facto ein Leihgeschäft war. Tuckers Rückkehr nach Buffalo war aber von kurzer Dauer, da er nach nur 18 Spielen im Januar 1991 abermals transferiert wurde. Sein neuer Klub waren die New York Islanders, für die er den Rest des Spieljahres bestritt.
Mit dem Auslauf des Vertrags fand Tucker im Sommer zunächst keinen neuen Arbeitgeber in der NHL und so wechselte er mangels Angeboten in die italienische Serie A1 zu Asiago Hockey. Für den italienischen Klub lief er zudem in der Alpenliga auf. In insgesamt 47 Spielen punktete er dabei 108-mal und fand sich am Saisonende im First All-Star-Team der Serie A1 wieder. Zur Saison 1992/93 erfolgte der Wechsel zurück in die NHL, da er von den neu gegründeten Tampa Bay Lightning ein Vertragsangebot erhalten hatte. Bei den Lightning setzte Tucker seine Karriere in den folgenden vier Jahren fort und galt dabei in den ersten drei Jahren als inoffizieller Mannschaftskapitän des Franchises. Mit seiner Erfahrung half er das junge Team in der Liga zu etablieren.
Nach vier Jahren verließ der fast 32-Jährige die Lightning, nachdem sein Vertrag seitens der Lightning im Juli 1996 ausbezahlt worden war. Tucker kehrte abermals nach Italien zurück. Dort spielte er für den SHC Fassa in der Serie A1 sowie den HC Milano 24 in der Alpenliga. Zum folgenden Spieljahr verschlug es den Kanadier zunächst für kurze Zeit zum Alpenliga-Teilnehmer Kapfenberger SV nach Österreich, ehe er nach Japan wechselte. In Diensten des Kokudo Ice Hockey Club aus der Japan Ice Hockey League (JIHL) feierte Tucker die erfolgreichste Zeit seiner Karriere. In den beiden ersten von insgesamt drei Jahren in Fernost errang er mit der Mannschaft den Gewinn der japanischen Meisterschaft. Darüber hinaus wurde er nach seinem ersten Jahr zum wertvollsten Spieler der Liga gewählt, er war zudem bester Vorlagengeber und ihm Rennen um die Krone des Topscorers musste er sich lediglich seinem punktgleichen Landsmann Kelly Glowa geschlagen geben. Nach der Millenniumssaison 1999/2000 beendete Tucker im Alter von 35 Jahren seine Karriere als Aktiver.
Nach seinem Karriereende arbeitete Tucker in zwei separaten Amtszeiten als Trainer bei Asiago Hockey. Sein erstes Engagement hatte der Kanadier in der Saison 2006/07, als er Enio Sacilotto im Saisonverlauf ersetzte. Bereits zum Saisonende verließ er den Klub wieder, kehrte in der Spielzeit 2010/11 ein weiteres Mal hinter die Bande zurück, als er John Harrington ersetzte und das Team zum Gewinn der italienischen Meisterschaft führte. Im Verlauf des folgenden Spieljahres wurde er durch John Parco ersetzt. Zwischen 2014 und 2017 betreute er zuletzt die Buffalo Junior Sabres in der Ontario Junior Hockey League.

## Erfolge und Auszeichnungen
| - 1982 J.-Ross-Robertson-Cup-Gewinn mit den Kitchener Rangers - 1982 Memorial-Cup-Gewinn mit den Kitchener Rangers - 1984 Red Tilson Trophy - 1984 OHL First All-Star Team - 1992 First All-Star-Team der Serie A1 - 1998 Japanischer Meister mit dem Kokudo Ice Hockey Club | - 1998 Bester Vorlagengeber der Japan Ice Hockey League - 1998 Wertvollster Spieler der Japan Ice Hockey League - 1998 First All-Star-Team der Japan Ice Hockey League - 1999 Japanischer Meister mit dem Kokudo Ice Hockey Club - 2011 Italienischer Meister mit Asiago Hockey (als Cheftrainer) |

## Karrierestatistik
(Legende zur Spielerstatistik: Sp oder GP = absolvierte Spiele; T oder G = erzielte Tore; V oder A = erzielte Assists; Pkt oder Pts = erzielte Scorerpunkte; SM oder PIM = erhaltene Strafminuten; +/− = Plus/Minus-Bilanz; PP = erzielte Überzahltore; SH = erzielte Unterzahltore; GW = erzielte Siegtore; 1 Play-downs/Relegation; Kursiv: Statistik nicht vollständig)